# スポーツ報知

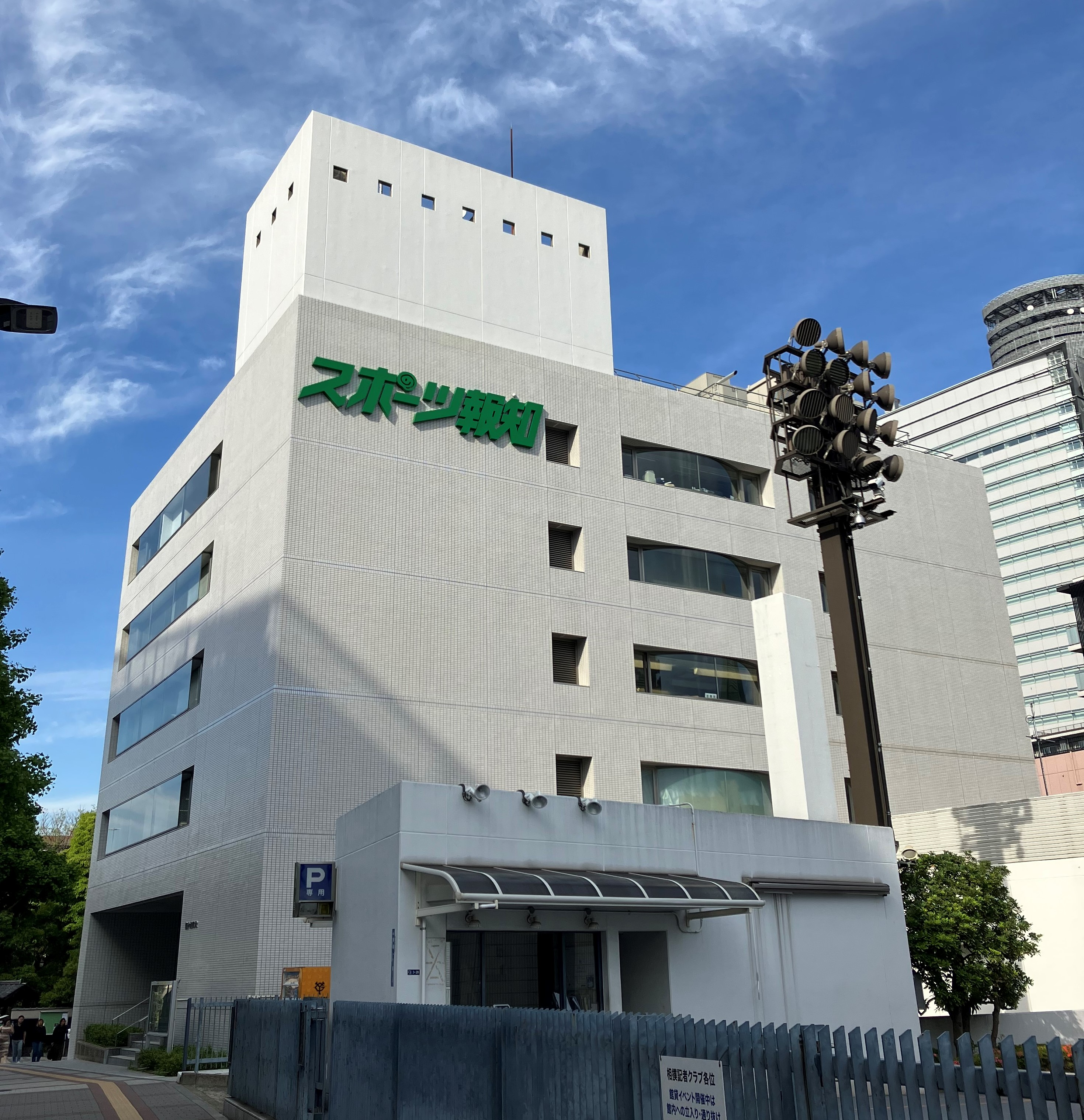
墨田区横網の報知新聞社（「スポーツ報知」発行元）新社屋

スポーツ報知（スポーツほうち）は、報知新聞社および読売新聞中部支社、スポーツ報知西部本社が発行する日本のスポーツ新聞。

## 概要
題号は『スポーツ報知』となっているが、正式名称は『報知新聞（ほうちしんぶん）』である。
戦前の1942年に新聞社の持ち分合同による経営統合で読売新聞と合併、「讀賣報知」としたが、戦後一度読売から独立。夕刊紙「新報知」→「報知新聞」を経て、経営難から1949年に再度読売新聞傘下に入り、朝刊のスポーツ新聞に転換した。
「新興夕刊紙」としての新報知再創刊当初は、GHQによる新聞統制で、新聞発行に必要とされる印刷用紙の制限もあったため、発行部数は5万部にも満たず、印刷代もかかることから、従業員が現代のストライキに当たる「年末の餅代よこせ運動」なる行動を起こす羽目となった。さらに1949年11月にいわゆる全国紙（中央紙）が事実上夕刊を解禁したことから報知新聞としても再廃刊の危機が高まり、「社内ではもう年を越すのも難しいと覚悟する者も少なくはなかった」（元報知新聞記者・田中茂光の証言）といわれたが、読売新聞からの支援を再開することによって、スポーツ紙への転換という名目で存続の道を図ったとされる。しかし、引き続き新聞統制が続き、GHQの検閲・審査をクリアしないと新規の発行ができないため、1949年12月28日の社告でもあえてスポーツ紙への新装刊を隠して、一般紙のままで「スポーツ欄大拡充」とアピールすることでしのいだとされる。
そのため、1949年12月30日の朝刊スポーツ紙としての新装刊第1号も、一般紙と同じ扱いでトップ記事は一般の社会記事を掲載したが、左側に「2リーグ制移行問題で両リーグはどうなるか」と題した座談会や、読売ジャイアンツ・手塚明治の自主トレーニングなどスポーツ記事も掲載するなどした。スポーツ紙の創刊（移行）は、全国4例目（日刊スポーツ、デイリースポーツ、スポーツニッポンに次ぐ）で、東京創業のものとしては日刊スポーツ以来2つ目である。
ただ、スポーツ紙移行に際しては弊害もあり、1949年12月1日から全120回の連載予定で井上友一郎の長編小説「東京放浪歌」が掲載されたが、上記12月30日からのスポーツ紙への新装刊に際して、「連載小説もこの紙面にふさわしい大衆的な娯楽本位のものに切り替えることになりました。『東京放浪歌』は作者の井上氏の好意あるご了承のもとに本日（12月29日付け）限りで中止することにいたしました」と記述され、紙面では「井上氏の好意により」とされているが、実際はスポーツ紙に移行するにあたって、新連載「探偵捕り物シリーズ」という短編連作ものを掲載する事が決まっていたことによる強制的な打ち切り（実質未完）だったことがうかがえ、このことは日本新聞協会の会報・1950年1月20日号でも大きく問題視され、「社側（報知新聞）=紙面性格の転換、作者側（井上）=道徳上の責任問題」と書かれる始末となった。
また、創刊当初からの古参の読者からも、伝統ある報知新聞がようやく復刊したかと思ったら、今度はスポーツ・芸能新聞になることで、「伝統を汚すのか」という苦情と、「スポーツ紙への移行という大英断を褒めるべき」とする意見で二分化され、新聞社に投書が殺到したほか、元々は政治担当の記者だった者がスポーツ記者に転向させられるなど、混乱も少なくはなかったという。そのため、報知新聞社が発行する社史にはスポーツ紙への転換については大きく触れてはいないが、読売新聞が発行した社史「読売新聞80年史」（1955年）には「報知新聞は姉妹紙」としたうえで、直接スポーツ紙としてはなく、「スポーツ・文化・芸能を主体とした特殊紙に生まれ変わった」として紹介されていた。
スポーツ紙新装刊以後も、歴史的な経緯から『報知新聞』の題号を使い続けたが、スポーツ紙40周年（1990年）を契機として、1991年2月以後は現在の『スポーツ報知』の題号を用いてそれまでの『報知新聞』からより一層スポーツ紙としてのカラーを打ち出すようになっている。1ページ右上に黄色地の楕円形に緑色で「スポーツ報知」と書かれた題字は同年4月からで、それ以後スポーツ報知の社員は名刺にこの2つの題字（「報知新聞」と「スポーツ報知」）を並列して記載したデザインが配布されている。
スポーツ報知としてのニュースサイトは、2019年3月26日より独自ドメインである「hochi.news」を使用している。それとは別に、報知新聞社としての企業情報サイトとして「hochi.co.jp」を使用している。
かつてはニュースサイト・企業情報サイトとも共通で、読売新聞傘下の「hochi.yomiuri.co.jp」を一時期使用していた後、2014年4月1日から再び独自ドメインの「hochi.co.jp」を使用していた（なお、独自ドメインの「hochi.co.jp」はそれ以前にも使用したことがある）。
読売新聞グループのスポーツ新聞（ただし、持株会社の直系傘下ではない）であることから読売ジャイアンツ（巨人）の情報が多く、一面左下には毎日必ず「ジャイアンツ日記」というミニコラムを掲載するなどしていることから、全国の野球ファンからは「ジャイアンツの機関紙」と認識されている。実際、フリーペーパー『スポーツゴジラ』の「スポーツ新聞特集」（2016年5月発行分）では、『スポーツ報知』の記者みずから「巨人の機関紙」と説明していた。なお、巨人が勝った翌日は1面から3面が巨人関連ニュースになる他、巨人の選手のコメントもきめ細かく掲載している。
スポーツニッポンにおける「スポニチ」やサンケイスポーツにおける「サンスポ」のような略称は無いが、一般には「報知」と呼ばれている。

## 発行所
- 報知新聞社
  - 東京本社（対象：東北、関東、甲信越、静岡県、石川県、富山県）
    - 北海道支社（同：北海道）

  - 大阪本社（同：近畿〔三重県伊賀地域含む〕、福井県、中国〔山口県を除く〕、四国）
- 読売新聞中部支社（対象：中京〔三重県伊賀地域除く〕）　下記参照）
- スポーツ報知西部本社（対象：九州〔沖縄県除く〕、山口県　下記参照）

事実上、東京・大阪が直営。名古屋と福岡はフランチャイズ契約である。
1面の発行所の表示は、東京本社版は東京本社、大阪本社、北海道支社の順、大阪本社は大阪本社、東京本社の順。中部支社と西部本社はそれぞれの地域発行所のみ。
上記の通り発行社が地域によって異なるため、2週間の試読申し込みについては、「※九州・沖縄・中部（愛知・岐阜・三重）は対象外とさせて頂きます。」と但し書きされている。
月ぎめの定期購読は、発行する地域に関係なく本社購読申込ページからも申し込むことができるが、「名古屋地方（中部支社）・九州地方（西部本社）の方で、インターネットでお申し込みの場合配達される新聞は、その地域で発行されているスポーツ報知になります。」との但し書きがある。西部版（九州・山口）については西部本社の専用申込ページもあるほか、中部版を購読する場合は、読売新聞中部支社販売部へ電話するように呼びかけている。

### 読売新聞中部支社
東海3県（愛知県・岐阜県・三重県）では、読売新聞東京本社の支社である「読売新聞中部支社」から発行している。1979年に当時の中部読売新聞社（現・読売中部支社）が当時の報知新聞の中部版「報知スポーツ」として発刊したのが始まりである。創刊当初は題字は朱色・見出しはモノクロと、東京・大阪版とは逆であった・。
中部読売新聞社は1988年6月1日に読売興業へ統合されたうえで「読売新聞中部本社」→2002年4月の読売新聞の持株会社化により「読売新聞東京本社・中部支社」となるものの、発行元・題字などの各種発行形態に大きな変更はなかったが、1996年に他の地域と同じスポーツ報知と題号を変更した。ただし、他地域が報知新聞の題号を紙面に併記しているのに対し、中部地域のものはスポーツ報知の題号のみ（1面の日付の下の小題字も他地域が緑地の「報知新聞」であるのに対し、中部版は「スポーツ報知」のロゴで掲出。各面の「第三種郵便物認可」のクレジットの横には「報知新聞」と表記されているが中部版は表記なし。ただ2015年ごろから、題字下の著作権クレジットには「©読売新聞社、報知新聞社」と並列記載されている）である。1部売りは中部版のみ100円（同一地区で発行される中日スポーツも一部売りは100円。他地域は130円）だったが、2012年4月1日より120円となり、同一地区で発行される日刊スポーツ、スポーツニッポンと同一価格となった（ただし日刊およびスポニチ同様、他地域より10円安くなっている。中日スポーツは2012年5月に110円に、さらに2013年4月1日より120円に値上げし、中部版エリアで発行される朝刊スポーツ紙はすべて120円となる）。2014年4月1日、消費税が5％→8％に増税になったのに伴い、130円に値上げされた。中日スポーツや日刊スポーツ（大阪版）同様、アダルト記事が宅配版・即売版とも掲載されていない。
プロ野球とJリーグ（シーズン中）の試合・テレビ放映日程の表は原則東京版と同じものであるが、東海地方の読者に配慮するため、欄外に「東海地方の中継」として記載されている。また中央競馬の記事は、中京競馬場が関西地区扱いであるため、大阪本社製作のものを収録している。
また、東海3県内で発売されるスポーツ紙では唯一、新聞休刊日における特別版を発行していない（その際は「あすの本紙は休みます」と1面の隅に小さく表示される）。このため、休刊日特別版に掲載される読者プレゼント（懸賞企画）は休刊日翌日の通常版に1日遅れで掲載される。
※三重県地方はその多くは中部版で伊賀、熊野・東紀州地方は大阪版を採用しているが、報知に関しては伊賀地方のみが大阪版、熊野・東紀州を含むその他の地域は中部版となる。なお、1988年6月1日に中部読売が読売新聞本体（実際には関連会社・よみうり）に統合・再編されるまで（即ち中部読売時代）は、伊賀を含む三重県全域で中部版を発行していた。

### スポーツ報知西部本社
1997年11月、それまでスポーツ報知が発行されていなかった九州・山口地方での発行を目的に、株式会社よみうりが子会社として「株式会社スポーツ報知西部本社」を設立。1998年3月からスポーツ報知を福岡県、佐賀県、長崎県、熊本県、大分県、宮崎県、鹿児島県、山口県に向けて発行。
スポーツ報知は1998年以前まで九州（山口県以西）では発行されていなかったが、九州版の発行でスポーツニッポン、日刊スポーツに続いて全国をカバーするスポーツ新聞となった（沖縄県では発行されていないが、沖縄では東京版が空輸によってコンビニで販売されている）。2002年7月の読売グループ再編により、現在は読売新聞西部本社の子会社となっている。
※九州地区の読売新聞販売店（YC）では、九州スポーツ（東京スポーツの九州版）をスポーツ報知が九州に進出する前から扱っている。

## 沿革

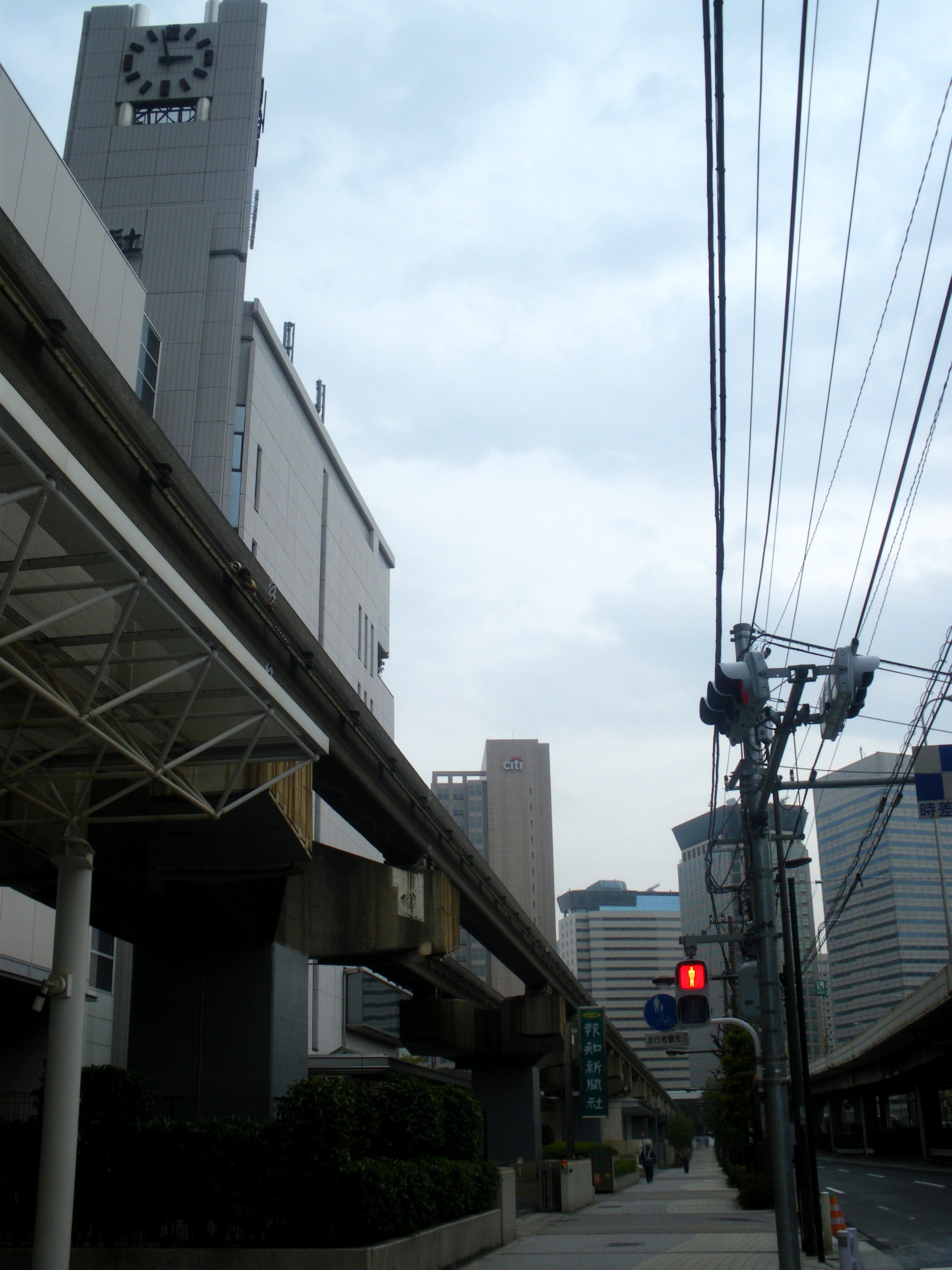
スポーツ報知旧東京本社（港区　左端）

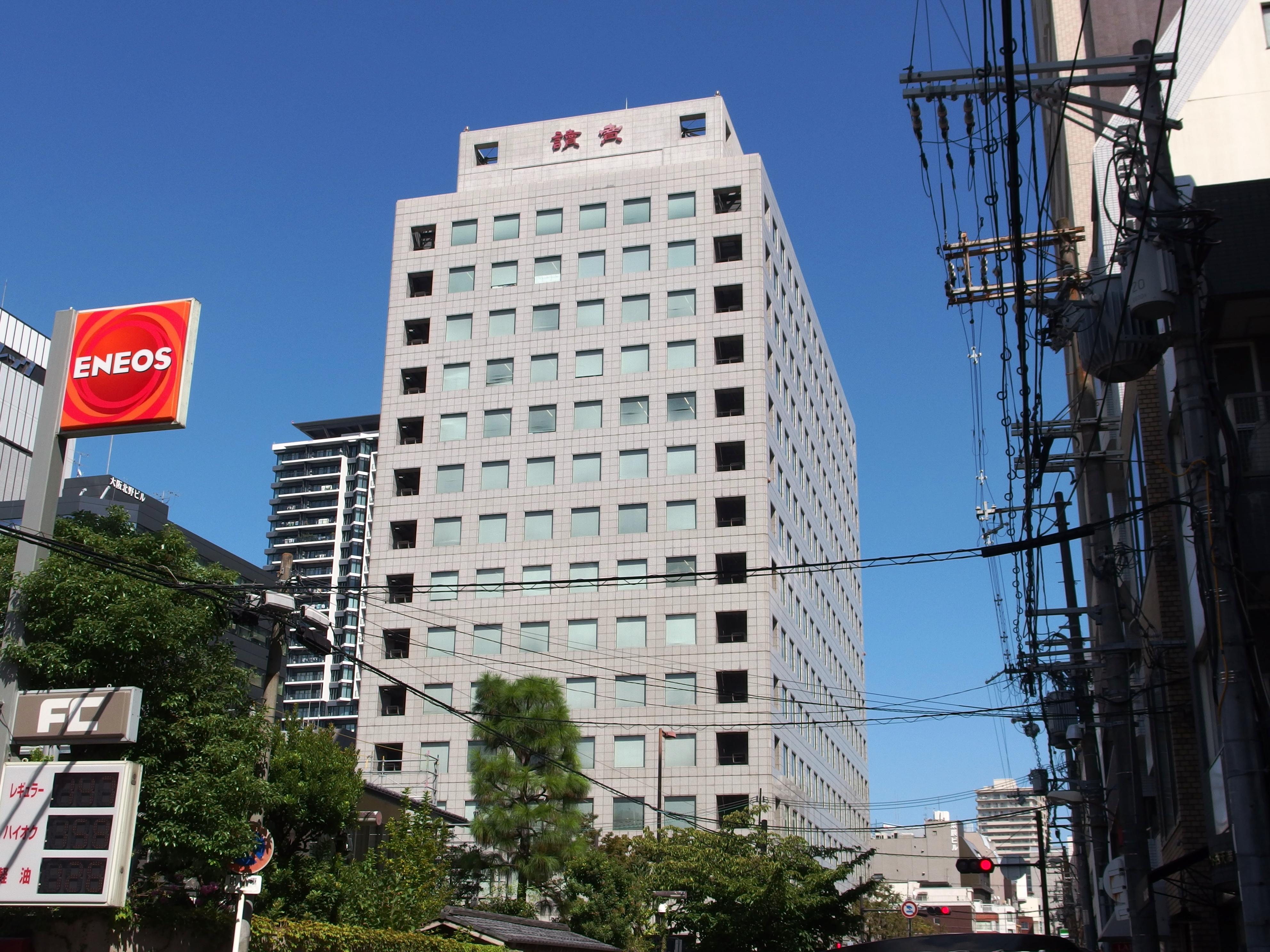
2008年1月1日からスポーツ報知大阪本社が入居している読売大阪ビル

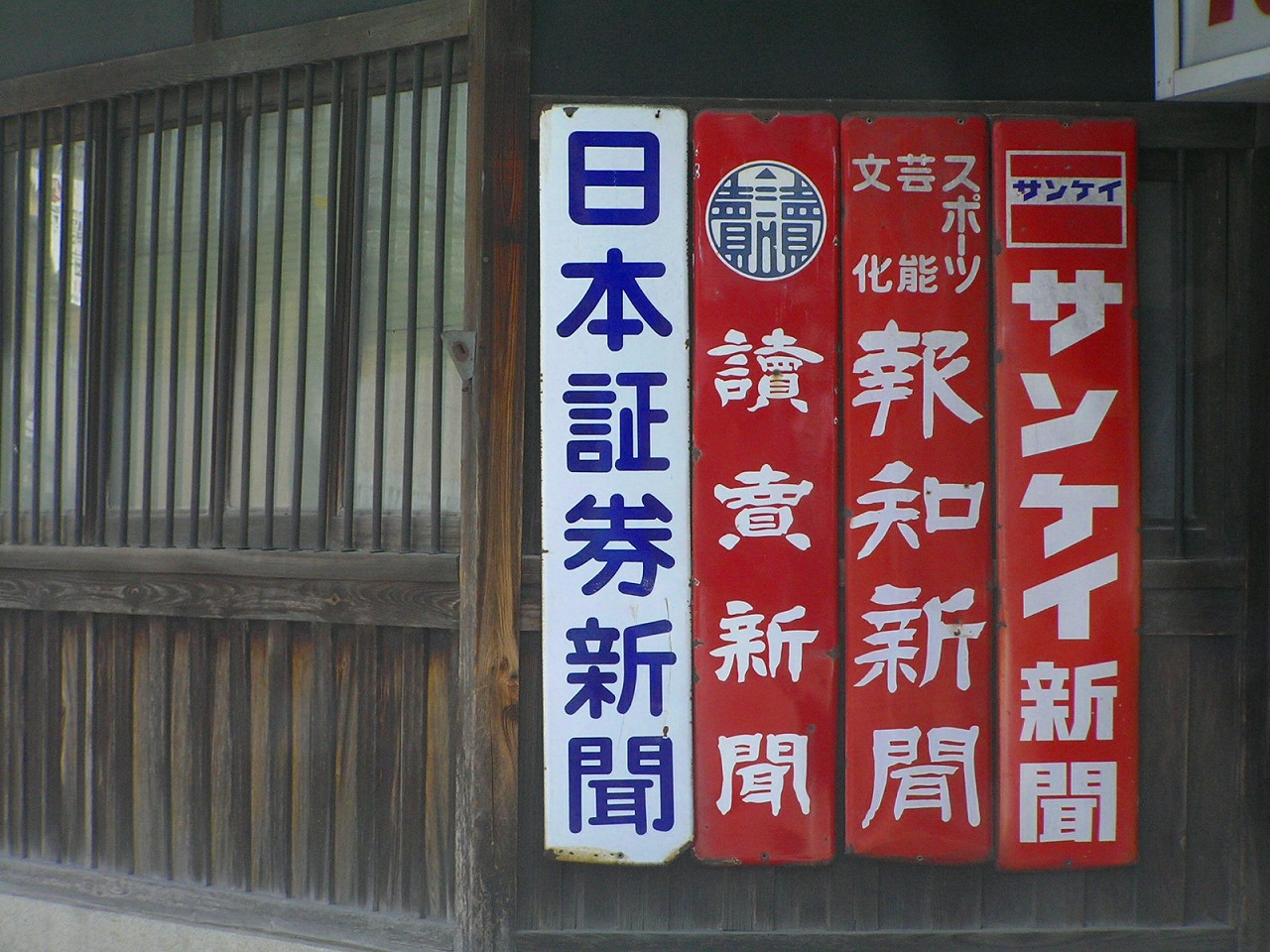
「報知新聞」がメイン題字だった頃のホーロー看板（右から2つ目）を設置する新聞販売店

- 1949年12月30日 - 一般紙であった報知新聞の経営難により、読売新聞系スポーツ紙となる。
- 1964年 - 大阪本社より関西版発行。
- 1970年 - 北海道支社（現・北海道支局）で現地印刷開始。
- 1979年 - 中部読売新聞社（1988年2月から中部読売新聞本社→同年6月から読売新聞中部本社→2002年7月から読売新聞中部支社）より「報知スポーツ」創刊。
- 1990年 - スポーツ紙移行40周年を記念して東京新社屋が東京・港区港南に完成。
- 1991年 - 2月、同じくスポーツ紙40周年記念の一環として東京、大阪、北海道版の題号を「スポーツ報知」と変更。（旧来の報知新聞の題号も併用しているが、1997年までは欄外題字は「報知新聞」の題号を継続していた。現在は日付掲載部分=概ね1面左上と、2ページ目以後の各ページの「第三種郵便物認可」のクレジットの横に小さく載せている程度。名古屋はスポーツ報知の表示のみ[6]）
- 1996年 - 中部版の題号を「スポーツ報知」に変更。同11月、北陸地方向け（富山県・石川県）の版が、読売新聞北陸支社の協力により現地印刷を開始（それまでは大阪本社版早版を鉄道もしくは飛行機輸送していたが、読売北陸支社と同じく東京版<クレジットも東京本社版のものに準拠>を同時印刷できるようになった。後に北日本新聞社に現地印刷を委託）。インターネット・ホームページを開設。
- 1998年 - 九州版が西部本社（北九州市→2004年から福岡市）より創刊。
- 2001年 - 報知印刷社と合併。
- 2008年1月1日 - 大阪本社が北区本庄西から同区野崎町の読売新聞大阪本社ビルに移転した。これにより、全国4紙系のスポーツ新聞社の大阪本社はすべて親会社の新聞社と同居する形になった（その後日刊スポーツ西日本・本部が、当時社屋として構えていた新朝日ビルディング<中之島>建て替えに伴い2009年1月1日に福島区の「阪神ダイヤビル」に移転したが、2013年に新朝日ビルの跡地に建設された中之島フェスティバルタワー東棟＜朝日新聞大阪本社も入居＞に復帰した）。
- 2012年 - 報知新聞創刊140周年を機に、イメージキャラクターの「Ho!さん」が誕生する。
- 2016年1月1日 - 1面からスポーツ総合面（中央競馬と公営競技除く）、社会面、芸能面などの記事が読みやすく大きな12段組みの「巨（メガ）文字」になる。同時に社会面が約1面分へと縮小化された。
- 2017年 - 創刊145周年。
- 2019年 - 大阪発刊55周年、スポーツ紙70周年。
- 2022年6月10日 - 創刊150周年[2]。東京本社を日本相撲協会所有のビル（墨田区横網1丁目）へ移転[2][10][11]。前身の郵便報知新聞は旧両国広小路（現在の中央区）付近を拠点としていたため、再び創業の地に戻ることになる[11]。なお実際の新聞の編集業務は6月12日（新聞休刊日特別版を発行する13日付）からとなり、港南の旧社屋については跡地利用を検討するとしている[2]。
- 2023年6月1日 - 月ぎめ購読料を3355円から3700円に、1部売りを150円から160円に値上げ。
- 2025年6月1日 - 1部売りを160円から180円に値上げ。月ぎめ購読料は据え置き[12]。

### 紙齢
- 大阪版（1964年2月23日）の創刊号は東京本社と同じ「29771号」[13]である[注 2]。
- 中部版（1979年　報知スポーツとして）、西部版（1998年）は創刊号を「1号」としてカウントしている[9]。

## 紙面内容
- スポーツ報知の紙面は、公営競技面、テレビ欄や一部の記事などを除いて東京で一括して製作している（一時期、社会面の製作を大阪で担当していたことがあったが、現在は東京に戻っている）。中央競馬面は、東京版と大阪版で内容が異なる。中部版と九州版、および読売新聞北陸支社で製作される北陸版の中央競馬面は、大阪版と共有している。なお、理由は定かではないが、競馬面において「芝」をわざわざ「芝生」と書き改めていた。これは、記者記事のみならず、騎手など関係者コメントでも書き改めていた。現在は「芝」になっている。また、競馬の出馬表では騎手名をフルネームで表記している。（「馬トク」という競馬情報Webサイトを運営している）
  - 大阪版の1面は、2001年ごろまで大阪本社が独自に製作していたが、現在は原則的に東京のものを流用している（東京のスポーツ紙各紙1面に掲載されているアサヒビールの広告は別の企業の広告に差し替え）。ただし、中央競馬の重賞レースが1面になる場合は必ず大阪製作になるほか、大阪本社側の判断により1面が差し替えられるケースが間々ある。特にサッカー記事に関してはしばしば他の記事に差し替えられる反面、巨人関係の記事を東京以上に好んで1面に持ってくる傾向が強いため、東京版より大阪版の方が巨人が1面になる機会が多いという皮肉な現象が起きている（阪神報道が強い近畿地方においての隙間産業的位置にある。関東地方のデイリースポーツに似ている）。
- 1面の見出しは当初は朱色を使用していたが、1983年ごろから緑色を使用し「グリーン報知」という愛称が付けられた。但し、中部版・報知スポーツ（1996年まで）に関しては他本社が緑色を採用してもしばらくは従前の朱色の見出しが使われていたが、現在は他本社同様緑色ベースとなっている。また1面や最終面などに使われるカラー写真の紙面、並びにダブル1面（最終面のニュース掲載）も中部版での導入は遅かった。現在は1面の見出しは青色になっている。『やじうまプラス』で吉澤一彦（テレビ朝日アナウンサー、当時）が「駅では日刊スポーツと間違えないで注意して買ってください」と言っていた場面も見られた。
- 先述のように、スポーツ報知の紙面の多くは東京で製作されたものをそのまま使用している。そのため各地方版（大阪・名古屋・札幌・福岡・仙台・広島）でも地元のチームより巨人の記事が1面を含む巻頭の多くのページを割いて掲載されている。特に関西地区においては、他のスポーツ新聞が阪神タイガース一辺倒の紙面作りを展開している中、唯一、巨人中心の内容のため、販売面で苦戦を強いられている。それを裏付けるように、関西の飲食店などにおいて、他のスポーツ新聞は置いていても、スポーツ報知だけあえて置かれていない、といった光景を見かけることがある（逆に関西地区で好んでスポーツ報知を設置している場合は、店主が巨人ファンであることが多い）。また、阪神タイガースの公式イヤーブックに他スポーツ新聞の広告を載せる中、スポーツ報知だけはそれを載せていない。これは、関東におけるデイリースポーツと似た所はあり、関西地区での巨人ファンの重要な情報源ともいえる。
  - なお親会社である読売新聞はそれぞれの地元のチームの記事をスポーツ面のトップに扱う傾向が増えてきたが、中部版は紙面の大半が東京版（北海道・東北・関東・北信越と同じ）と共有していることから、中日ドラゴンズや名古屋グランパスなどの地元勢よりもジャイアンツや浦和レッズをトップに扱うことが多い。

### スポーツ新聞への転換後の題字遍歴
- 1970年代まで　1頁右上端に毛筆で「報知新聞」（これは現在も発行所クレジットの箇所に小さく書いてある。<名古屋除く>）、その下に「THE HOUCHI SHINBUN」、更にその右に「スポーツ<白抜き・大きめ>、レジャー・芸能」と書かれたロゴがあった。題字の左隣に日付（読売新聞のものを流用）、版数、発行所。[注 3]
- 1980年代　グリーン報知が制定される前後（制定前は朱色）に見出しを右端に大きく出すために少し左にスライド、更に左端へ。（名古屋はグリーン見出し導入後も従来どおりで、見出しは朱色であった。また題名の「報知スポーツ」の下に「THE HOUCHI SPORTS」の文字も入れてあった）
- 1990年代
  - 左端に「報知新聞」の緑地白抜き文字（中部は無地・黒文字の報知スポーツ→1996年にスポーツ報知）、下に日付（読売新聞のものを流用）、版数、発行所。[注 3]
  - 右上は当初は四角形で「スポーツ」（白地）「報知」（赤地・白抜き）→後に楕円形黄色地・緑色の文字・縁取りで「スポーツ報知」（現在と同じもの）
- 2000年代　発行所クレジット（左側）の題字「報知新聞」（中部は「スポーツ報知」）を大幅に縮小。その日の紙面構成にもよるが、正方形であったり、横に長めであったりする。東京・大阪・札幌・西部版ではバーコードが掲載されているが、中部版はその箇所には「1部120円　月ぎめ2650円（2012年4月現在）」と書かれている。
- 2022年6月10日以後 右上にあった緑色の「スポーツ報知」の題字を縦書きに変更（題字の下に主要記事目次と商品バーコード（中部支社版は1部売り定価）を表記。2023年になってからは従来の横書きに戻っている日も多くみられる。

### 2000年代後半以降の紙面構成
- 巨人関連の報道が中心のスポーツ紙としての役割だけではなく、日本人選手の活躍が目立つMLBや、サッカー日本代表や浦和レッズを中心としたサッカーの報道、芸能ニュース、社会面記事などにも力を入れ、紙面が多様化している。かつては勝っても負けても一面は巨人だったが、巨人が負けた場合は他の情報で一面を飾ることが多い。また、地方版がある地域ではカラー化、スペース増など、紙面充実へ強化を図っている。
- 前身「郵便報知新聞」時代からの名残からか、スポーツ紙では珍しく伝統芸能の話題が最も多いことで知られる。
- 駅コンビニ売り（即売版）は2010年5月1日より、男性専用のアダルト面に代わり、日替わりの情報ページを新設した。社告では「女性も子供も楽しんで読めるスポーツ紙への衣替え」としていた。
しかし2011年1月1日から駅コンビニ売り(即売版)でも家庭版と同様でテレビ欄に差し替えられている。日替わりの情報ページは2010年12月31日付で廃止になった。現在は、宅配・即売による紙面の刷りわけは行っておらず、在京スポーツ紙で唯一アダルト面もアダルト広告も廃止している。
- 2011年3月11日に発生した東北地方太平洋沖地震（東日本大震災）を受けて、3月21日の発行分から1面右上の題字の箇所に四角い赤地・白文字、または赤い文字で「頑張ろう!日本」というメッセージを入れていた。
- 2013年1月1日付より（東京本社発行分のみ。2014年4月からは大阪本社版も）、各界著名人へのインタビュー記事や女性向け生活情報を中心に掲載した分冊「L Lady Life Love」（4ページ刷り）が毎週火曜日→毎月第1・3火曜日（2015年1月 - ）に折り込まれていたが、2016年4月より毎週金曜日の本紙に見開きページで掲載される形式に変更された。
- 2022年6月10日 - 創刊150周年を記念して紙面を刷新し、1ページ目のレイアウトをカラー写真をふんだんに生かし、写真ならではの最大限のデザインを表現したビジュアル性を重視した紙面へ一新させている[14]。

### 地方版
日刊スポーツと並び、地方版に特に力を入れている。
北海道
中面で「ほっかいどう報知」を掲載している。北海道日本ハムファイターズやコンサドーレ札幌、高校野球などの話題が中心となっている。またごく稀に春夏の高校野球地方大会の話題が1面に出る場合もある。この場合、東京版などで終面（1面）に出ている記事は中面にカラーでそのまま掲載されている。
東北地方（主に宮城県）
東北地方においては終面を「とうほく報知」とし、東北6県版を掲載している。楽天イーグルスやベガルタ仙台、その他高校野球、大学野球など地元向けの話題が中心になっており、高校野球地方大会期間の時などには中面も使い、2面に渡り掲載する。またごく稀に楽天イーグルスやベガルタ仙台、春夏の高校野球地方大会の話題が1面に出る場合もある。この場合、東京版などで終面（1面）に出ている記事は中面にカラーでそのまま掲載している。その一方で、宮城県以外の東北5県のスポーツに関しての報道は軽視しがちなきらいがある。
埼玉県
月1回、「さいたま報知」を読売新聞の宅配折込広告に挟む形で発行し、埼玉県のスポーツを紹介しているが、スポーツ報知本版の面には掲載されない。
山梨県
中面もしくは最終面にて（ここ最近は最終面に掲載される割合が高い）「やまなし報知」として週3回（月・土・日）、山梨県に密着した記事を掲載（高校野球やヴァンフォーレ甲府などで、大きな話題があるときには曜日を問わず掲載）している。甲子園山梨代表などの話題があるときは1面を山梨県の記事に差し替えることがある。この場合、東京版などで1面に出ている記事は中面にカラーでそのまま掲載する。他のページは東京版を使用。元々グループである読売新聞が強い地域であり（県内シェアは山梨日日新聞に次いで2位）、また自社社屋の読売新聞甲府支局があるため県内に密着した取材が可能であり、スポーツ紙としては唯一地元山梨に特化した記事を掲載することが可能となっている。ここ数年は紙面内容充実へと力が入っており、ネットサイトでも山梨関連の記事はスポーツ報知発信が多い。
静岡県
「しずおか報知」として最終面にカラーで掲載。過去は中面になっていた。静岡県に密着した記事を掲載している。そのため東京版の裏1面は日刊スポーツと同様に中面掲載になっている。
富山県、石川県
中面で「とやま・いしかわ報知」として週2回(日・月)、スポーツ紙で唯一（中日スポーツでも中部地方のスポーツ記事を掲載しているが、東海地方の話題が中心）富山県、石川県に密着した記事を掲載している（高校野球などで大きな話題があるときには曜日を問わず掲載）ため、富山、石川では他県より重宝されていると言える。高校野球やBCリーグなどの話題があるときは最終面または1面を北陸関係の記事に差し替えることがある。この場合、東京版などで最終面（1面）に出ている記事は中面にカラーでそのまま掲載されている。もともと北陸地方では大阪版が販売されていたが、富山県と石川県については東京版（高岡市の読売新聞北陸支社の工場で印刷していたが、2011年3月からは富山市にある北日本新聞の工場『創造の森 越中座』に委託して印刷）を販売するようになった。中央競馬記事は東京版を使用しているが、その他の公営競技の記事は大阪版を使用している。なお、福井県は読売新聞と同様、大阪本社の管轄である。
中部支社
中部支社が発行するスポーツ報知は印刷機械の関係で24ページしか印刷できず、競馬面、特集企画記事が多い日（土曜、日曜が多い）は芸能面、社会面が一部または全面掲載されない。だがそのためか、130円と安価で販売されている。(120円で売られている中日スポーツへの対抗でもある)。しかし、中部版は2008年4月以降は愛知県清須市に完成した読売新聞中部支社の新工場で印刷されることになり、日によってページ増も可能になった。
大阪本社
独自の日替わり企画を掲載している関係上、しばしば芸能面が1ページに縮小される。その場合、2ページ分の内容を1ページに圧縮したものを大阪本社で製作し、広告欄無し（まれに設ける場合もある）で掲載される。また、2008年7月からインターネットでの情報発信を始めた。関西地区の情報限定で扱っており、主に新聞紙面に掲載された記事を更新している。

### テレビ番組欄

#### 東京本社・首都圏版
※2011年10月時点では、首都圏向けは2ページに分けて掲載されていたが、2024年4月現在、1ページでの掲載となっている。
- 最上段
  - フルサイズ：NHK総合、NHK Eテレ、日本テレビ、テレビ朝日、TBSテレビ、テレ東、フジテレビ
  - 小サイズ（フジテレビの右横に上から）：TOKYO MX1、tvk、テレ玉、チバテレ、とちぎテレビ、群馬テレビ
- 2段目（全てハーフサイズ）：NHK BS、BS日テレ、BS朝日、BS-TBS、BSテレ東、BSフジ、BS11 イレブン、BS12 トゥエルビ、日テレジータス
- 3段目（全て小サイズ）：WOWOWプライム・シネマ・ライブ、 J SPORTS1-4、日本映画専門チャンネル、GAORA、ゴルフネットワーク
- 最下段（全て極小サイズ×2列）：NHK-1、TBSラジオ、文化放送、ニッポン放送、ラジオ日本

#### 東京本社・宮形岩（宮城・山形・岩手）版（2023年12月以前）
- 1段目（全てハーフサイズ）：NHK総合、NHK Eテレ、TBCテレビ、ミヤギテレビ、東日本放送、仙台放送、山形放送、山形テレビ、テレビユー山形、さくらんぼ
- 2段目
  - 極小サイズ×3列（上）：テレビ岩手、岩手朝日テレビ
  - 極小サイズ×3列（下）：岩手放送、めんこい
  - 小サイズ：NHK BS1、NHK BSプレミアム、Date FM、エフエム岩手
- 3段目
  - ハーフサイズ：BS日テレ、BS朝日、BS-TBS、BSテレ東、BSフジ、BS11イレブン、BS12トゥエルビ、日テレジータス
  - 小サイズ：GAORA、日テレプラス
  - 極小サイズ×2列（GAORAと日テレプラスの下）：ゴルフネットワーク
- 4段目（全て小サイズ）：WOWOWプライム・ライブ・シネマ、フジテレビONE・TWO・NEXT、J SPORTS1-4

#### 東京本社・信越（長野・新潟）版
- 1段目（全てハーフサイズ）：NHK総合、NHK Eテレ、テレビ信州、長野朝日、信越放送、長野放送、テレビ新潟、UX新潟21、新潟放送、NST
- 2段目
  - 小サイズ×2列：NHK BS
  - 小サイズ：日本テレビ、テレビ朝日、TBSテレビ、テレ東、フジテレビ、FM長野、FM新潟、NHK FM
- 3段目、4段目は宮形岩版と同じ

#### 東京本社・山梨版
- 1段目
  - ハーフサイズ：NHK総合、NHK Eテレ、YBSテレビ、テレビ山梨、日本テレビ、テレビ朝日、TBSテレビ、テレ東、フジテレビ
  - ハーフサイズよりやや大きめ：NHK BS
- 2段目（全て極小サイズ×2列）：NHK-1、ラジオ日本、FM富士、K-MIX、tvk
- 3段目、4段目は宮形岩版と同じ

#### 東京本社・静岡版
- 1段目
  - ハーフサイズ：NHK総合、NHK Eテレ、Daiichi-TV、静岡朝日テレビ、SBSテレビ、テレしず
  - 小サイズ：日本テレビ、テレビ朝日、TBSテレビ、テレ東、フジテレビ、tvk
  - 小サイズ×2列：NHK BS
- 2段目：（全て極小サイズ×2列）：東海テレビ、中京テレビ、CBCテレビ、メ～テレ、テレビ愛知
- 3段目、4段目は宮形岩版と同じ

#### 東京本社・北陸（富山・石川）版
- 1段目（全てハーフサイズ）：NHK総合、NHK Eテレ、KNBテレビ、チューリップ、BBT、テレビ金沢、HAB、MROテレビ、石川テレビ
- 2段目
  - 極小サイズ×4列：NHK BS
  - 極小サイズ×2列：NHK FM、FMとやま、FM石川
- 3段目、4段目は宮形岩版と同じ

#### 北海道支社版
- 1段目
  - ハーフサイズ：NHK総合、NHK Eテレ、HBC、STV、HTB、TVh、UHB
  - ハーフサイズ×2列：NHK BS
  - 極小サイズ×2列：BS釣りビジョン
- 2段目
  - 極小サイズ×2列：ノースウェーブ、AIR-G、NHK FM、NHK-1
  - 小サイズ（NHK-1の右隣）：STVラジオ、HBCラジオ
- 3段目、4段目は宮形岩版と同じ

#### 大阪本社・近畿版
- 2009年4月からレイアウトを大幅に変更。最上段に注目番組の解説。その下段にNHK総合テレビと在阪キー局の番組表（毎日放送、ABCテレビ、関西テレビ、読売テレビ、テレビ大阪）がフルサイズ。うち読売テレビは番組表の横に注目番組の広告あり。さらにその左に京都テレビとサンテレビの番組表がハーフサイズ。その下にNHK衛星2波、WOWOWプライム、J SPORTS（2009年3月までは各チャンネルの主要番組のみ抜粋だったが、4月より全チャンネル対応）、さらにその左にNHK Eテレと奈良テレビ、テレビ和歌山、びわ湖放送のそれぞれの番組表がクォーターサイズ。下段にはFM放送の番組表がハーフサイズと中波局がクォーターサイズでそれぞれ掲載していた。
- しかし、2011年東日本大震災のため、3月12日発行分以後は暫定的に番組表と解説の位置を入れ替えて、以前と同じく上段が番組表、下段が解説という格好となった。
- 芸能面下段デジタル衛星放送各局（スターチャンネルは未収録）、日テレジータス、GAORA、スカイAがクォーターサイズ。
- 2011年7月1日以後、デジタル完全移行などに伴い衛星各局の番組表を地上波と同じ頁にまとめ、ラジオの番組表は芸能面下段に入れ替えた。このとき和歌山放送の番組表掲載が構成上省略され、京阪神地域に特化したものになった（e-Radio、FM COCOLOなどは元から収録されていない）。
- 2012年4月1日から、基本は見開き形式とし、地上波のテレビ・ラジオを1ページにまとめ、在阪キー局のテレビ番組面の文字サイズを拡大、ラジオについてもAMを中心にしたものに見直し、FM802の掲載を中止、民放FMはFM大阪1局のみとなった。またNHKの2つのチャンネルを含むBS・一部CSは隣接頁（日によっては別頁）にまとめて掲載するようにした。
- 2023年4月から、解説は直属系列テレビ局の読売テレビの注目番組の1本に絞り、BS・CSの番組を下段に掲載するスタイルにした。基本はNHKと在阪キー局以外はクォーターサイズ。また、これまで掲載があったJ SPORTSおよびFM専門局は省略となった。
  - 地上波フルサイズ：NHK、MBS、ABC、カンテレ（関西）、読売、大阪
  - 地上波小サイズ（大阪の右隣。上から）：Eテレ、サン、京都、奈良、和歌山、びわ湖
  - BS1段目：NHK BS、BS日テレ、BS朝日
  - BS2段目：BS-TBS，BSテレ東、BSフジ、BS11（これのみ極小2列）
  - BS最下段：トゥエルビ
  - CS（トゥエルビの右隣）：日テレジータス、GAORA、スカイA
  - AM（スカイAの右隣）：NHK第1、ラジオ関西、KBS京都、ラジオ大阪、MBSエムラジ、ABCラジオ
- 1980年代まで、福井放送・福井テレビの番組表（ハーフ）が掲載されたことがあった。

#### 大阪本社・北（福井）版
- 地上波フルサイズ：NHK、MBS、ABC、カンテレ（関西）、読売、FBCテレビ
- 地上波ハーフサイズ（FBCの右隣。上から）：福井テレビ、テレビ金沢
- 地上波小サイズ（テレビ金沢の下。上から）：MROテレビ、HABテレビ、石川テレビ、びわ湖テレビ
- 地上波小サイズ（ABCラジオの右隣）：京都テレビ、NHK Eテレ
- AM（スカイAの右隣）：NHK第1、KBS京都、MBSエムラジ、ABCラジオ
- BS、CSは大阪本社・近畿版と同一（但し、トゥエルビのみ非掲載）

#### 大阪本社・西（山口を除く中国・四国）版
- フルサイズ：NHK、RCCテレビ、広島テレビ、広島ホーム、TSSテレビ、西日本テレビ
- 小サイズ（西日本テレビの右横。上から）：RSKテレビ、OHKテレビ、TSCテレビせとうち、日本海テレビ、BSSテレビ、山陰中央テレビ
- 小サイズ（最下段）：NHK Eテレ、瀬戸内海テレビ、高知さんさん、テレビ高知、高知放送テレビ、四国テレビ、愛媛朝日テレビ、あいテレビ、テレビ愛媛、南海テレビ
- BS1段目：NHK BS、BS日テレ、BS朝日
- BS・CS2段目：BS-TBS，BSテレ東、BSフジ、日テレジータス（これのみ極小2列）

#### 中部版
※読売新聞（中部支社版）と同じ局名カットのデザインを採用。
- 最上段
  - 地上波フルサイズ：NHKテレビ、NHK Eテレ、中京テレビ、CBCテレビ、東海テレビ、メ～テレ、テレビ愛知
  - 地上波小サイズ（テレビ愛知の右隣）：三重テレビ、ぎふチャン
  - BSハーフサイズ（三重テレビの下）：NHK BS
  - BS小サイズ（NHK BSとジータスの下。2行×3列）：BS日テレ、BS朝日、BS-TBS，BSテレ東、BSフジ、WOWOWプライム
  - CS小サイズ（NHK BSの右隣）：日テレジータス

※尚、NHKのBS放送が再編される前は、現在日テレジータスの位置にNHK BSプレミアムがハーフサイズで掲載されていた。
- 2段目（全てハーフサイズ）：NHK第1、NHK第2、CBCラジオ、TOKAI RADIO、NHK-FM、FM AICHI、ZIP-FM、SBSラジオ
- 3段目（ラジオ）
  - ハーフサイズ：ぎふチャン、FM三重、FM岐阜
  - 小サイズ：ラジオNIKKEI（一時期、非掲載の時期があった）
  - 極小サイズ：AFN東京
- 3段目（BS。全てハーフサイズ。ラジオNIKKEIらの右隣）J SPORTS1-4（2と3の間に広告が掲載されている）

※以前はSBSラジオの位置にBSスカパー！、ラジオNIKKEIの位置にRADIO NEOが掲載されていたが、閉局により現在のように変更になった。
※なお紙面構成や印刷ページ数の都合により、WOWOWライブ・シネマ、および2007年以後に開局した独立系BS民放やジータス以外の日テレ系CS（日テレNEWS24・日テレプラス）などを含めたBS・CSや番組解説は非掲載。

#### 九州・山口版
- フルサイズ：NHK総合（福岡・鹿児島3　山口・佐賀・熊本・長崎・大分・宮崎1）
- ハーフサイズよりやや大きめ：FBS、KBC、RKB、TNC、テレQ
- ハーフサイズ（在福5局の下）くまもと県民テレビ、KAB、RKK、TKU、UMK
- ハーフサイズ2分割（TKU、UMKの下）：MRT
- ハーフサイズ（TVQの横）：NHK Eテレ、NHK BS、NHK BSプレミアム4K、WOWOWプライム
- ハーフサイズ（NHK Eテレ等の下）：サガテレビ、TOS、OBS、OAB
- ハーフサイズ（サガテレビ等の下）：NIB、KTN、NBC、NCC
- ハーフサイズ（最下段。広告やMRTの下：（KRY、YYS、YAB、KYT、KTS、MBC、KKB
- クォーターサイズ3分割（くまもと県民テレビ等の下）：BS日テレ

※ラジオ欄は割愛されている。

## 主な評論家

### 野球

#### 東京本社
- 堀内恒夫 (1986年 - 1992年、1999年 - 2003年、2006年 - ) - 元巨人監督、元参議院議員。
- 村田真一（2004年 - 2005年、2019年 - ) 日本テレビ・BS朝日解説者兼
- 清水隆行（2010年、2017年 - ）日本テレビ・BS-TBS・フジテレビTWO・ラジオ日本解説者兼
- 高木豊（2015年 - ) フジテレビ・札幌テレビ・STVラジオ解説者兼
- 高橋尚成（2016年 - ）アメリカ在住の為、フリーとしての解説者兼
- 山村宏樹（2017年 - ） - 楽天OBで東北版限定コラム『一発解投』を担当。在仙放送局・J SPORTS解説者兼
- 高橋由伸（2019年 - ） - 元巨人監督。日本テレビ・ラジオ日本解説者兼
- 宮本和知（2022年 - 、巨人の球団社長付アドバイザーと兼務）日テレジータス・ニッポン放送解説者兼

#### 大阪本社
- 掛布雅之（1989年 - 2015年、2018年 - 。2015年までと2020年以降は専属）※復帰後は『ミスター・タイガース 掛布論』というコラムを随時担当。阪神電気鉄道の特別職「ハンシン・レジェンド・テラー」に就任した2020年から、専属契約を再び締結している。テレビはフリーでラジオはMBSラジオゲスト解説者兼
- 安藤統男（1990年 - ） - 元阪神監督。
- 福本豊（1992年 - 1997年、2000年 - ） - 元阪急ブレーブス。ABCグループ（ABCテレビ・ABCラジオ）、サンテレビ解説者兼
- 金村義明（2001年 - ） - 元近鉄バファローズ。MBSラジオ野球解説および『金村義明のええかげんにせぇ～!』パーソナリティ、関西テレビ・J SPORTS・フジテレビONE解説者兼

### サッカー
- 山本昌邦 - 日本サッカー協会ナショナルチームディレクター、技術副委員長。
- 北澤豪 - 日本サッカー協会理事、日本障がい者サッカー連盟会長。
- 大竹七未（女子日本代表試合のみ担当）

### 相撲
- 琴風浩一 - 元大関・琴風。北の富士勝昭の後任でNHK G『大相撲中継』専属解説兼

### バレーボール
- ヨーコ・ゼッターランド（女子日本代表試合のみ担当）
- 山本隆弘（男子日本代表試合のみ担当）

### 競馬
- 池添謙一 - JRA現役騎手
- 杉本清 - カンテレOB、元『DREAM競馬』実況担当。

### 競輪
- 後閑信一 - 名輪会会員。楽天Kドリームス『本気の競輪TV』兼
- 村上義弘[15] - SPEEDチャンネルコメンテーター兼

### 過去
- 北の湖敏満 - 第55代横綱、第9・12代日本相撲協会理事長。この縁により東京本社は現在の国技館隣接地に移転した。
- 藤川球児（2021年 - 2024年、阪神タイガーススペシャルアシスタント兼務） - 現阪神タイガース監督。NHK専属、NNS・FNS・サンテレビゲスト解説者兼
- 長嶋茂雄（1982年 - 1992年、2002年 - 2025年 、客員） - 巨人終身名誉監督。コラム『勝つ!勝つ!勝～つ!!』を担当、随時掲載。

## 競馬担当記者

### 東京本社
- 大上賢一郎 - BS11『BSイレブン競馬中継』スタジオ解説準レギュラー。
- 川上大志 - BSイレブン競馬中継で大上の前任。
- 小宮栄一 - ラジオ日本『土曜競馬実況中継』（1部）メイン解説を歴任。
- 角田晨（つのだ・あきら） - 2024年1月27日よりラジオ日本（土曜1部、主に東京開催時）メイン解説に着任。
- 玉木宏征 - 2019年勝馬から移籍。
- 西山智昭 - 現東日本主場本紙予想。2016年12月24日よりラジオ日本（土曜1部）メイン解説に着任。
- 松井中央 - 2023年東京スポーツから移籍。同年4月22日より2024年1月20日までラジオ日本（土曜1部）メイン解説を歴任。2024年2月、地方競馬担当デスクに就任した。

### 大阪本社
- 中野達哉 - 競馬担当デスク。持病の黄色靱帯骨化症が進行し、2022年より車椅子生活を送る。
- 山下優 - ケイユウから了徳寺健二ホールディングスを経て2023年中途入社。2024年3月23日より西日本主場本紙予想。
- 吉村達（よしむら・とおる） - 前西日本主場本紙予想。

### 過去
- 石井誠 - 元東日本主場本紙予想。ラジオ日本（日曜1部）、ラジオNIKKEI『中央競馬実況中継』（第1放送・土曜午前パドック解説）を歴任。読売新聞でも瀬上保男の後任として2000年代後半に予想を執筆した。
- 椎名竜大 - BSイレブン競馬中継で川上の前任。2017年12月に退社してDMMグループへ転職、現DMMドリームクラブ代表代行。
- 能勢俊介 - 元ケイシュウNEWS（中央版）本紙予想担当。2001年に廃刊後、一時期東京本社に在籍。2006年からフリー評論家として活動する一方、ラジオNIKKEI（第1放送・土日とも昼休み『今日の勝負どころ』コーナー）に出演。またラジオ日本（日曜1部）を歴任。
- 山崎正行 - 元東日本主場本紙予想。1973年（昭和48年）退社後、大川慶次郎と行動を共にし日本短波放送→ラジオたんぱ（第1放送）を歴任した。
- 和田伊久磨 - 元西日本主場本紙予想。毎日放送ラジオ『競馬モーニング!』、KBS京都テレビ『競馬展望』などを歴任。2024年1月27日死去。

## 不祥事
- 2024年6月14日 - 報知新聞社は、スポーツ報知のニュースサイト記事「甲子園100年物語」に盗用があったとして、大阪本社編集局の記者を懲戒解雇処分とした（発表は同月15日）[16]。

## 備考
- 滋賀県の地方紙・滋賀報知新聞との資本・提携関係は一切ない。
- 1989年に、前年に現役（阪神タイガース）を引退したばかりの掛布雅之とジャイアンツOB・堀内恒夫が共演したCMが放送されていた。
- Jリーグ発足当初（1993年まで）、読売グループではJリーグ在籍のヴェルディ川崎（当時）については「読売ヴェルディ」と本拠地の川崎市のクレジットを乗せないで表示していたが、スポーツ報知ではJリーグの指導によるホームタウン自治体名（市区町村）+愛称での表記に準ずる形で「読売ヴェルディ川崎」とクレジットしていた。
- その他横浜マリノスを「日産横浜マリノス」、横浜フリューゲルスを「AS横浜フリューゲルス」、浦和レッズは「三菱浦和レッズ」と親会社の企業名も加えて表示（1992年のナビスコ杯はガンバ大阪を「パナソニック・ガンバ大阪」として紹介）していたが、企業名排除の原則から1994年以後他の読売グループメディアと同様に自治体名+愛称でのクレジットに改める。
- 東京本社版（北海道版含む）と九州版では2006年4月1日付から、大阪本社版では2008年4月1日付から1面日付横にJANコード（バーコード）を表記することになった。その後、東京都内で発行されるスポーツ新聞5紙（ニッカン・スポニチ・サンスポ・トーチュウ・デイリー）はスポーツ報知に追随して1面にJANコードを表記するようになった。
  - 大阪本社版ではそれまでJANコード表記枠は広告枠に転用していた。また中部版では同枠は『1部130円』の表記に差し替えている。
- 通常スポーツ新聞の芸能ニュースは敬称をつけないが、スポーツ報知では芸能人の身内の訃報記事や社会面に掲載された記事など、内容によっては敬称をつけて報じている。
- テレビ各局の朝の情報番組で、スポーツ報知の記事を紹介する際、キャスターが愛称の「スポーツ報知」と呼んでいるが、フジテレビ系『めざましテレビ』や大阪・朝日放送テレビ（ABCテレビ）の『おはようコールABC』では「報知新聞」と正式な題号で呼んでいる（字幕クレジットも『報知新聞』と表示）。
- 日本ダービーなどの大きなGIの前や、ペナント開幕前、また最近では桑田真澄、清原和博の引退など大きな話題があるときには、特別版を発行している。